# Jaime Mariano
Pour les articles homonymes, voir Mariano.
Jaime Mariano, également connu sous le nom de Jimmy « Mr. Cool » Mariano, né le 19 avril 1941, est un ancien joueur et entraîneur philippin de basket-ball. Il évolue durant sa carrière aux postes d'ailier fort et de pivot.